# AGEHA (GENERATIONS單曲)
《AGEHA》（鳳蝶）是日本音樂團體GENERATIONS的第11张单曲，於2016年1月27日由rhythm zone发售。

## 概要
- A面曲《AGEHA》為日本電視台「スッキリ!!」2016年1月份片尾曲。
- B面曲《LOADSTAR》為「G's RINK」主題曲。
- 與前作相同，此單曲收錄了上一張單曲的英語版本。
- 此單曲有2個版本，分別有「CD+DVD」和「CD ONLY」。「CD+DVD」收錄了《AGEHA》的Music Video。
- 在2月8日於公信榜单曲週排行榜取得第2位。

## 收錄内容

### CD
1. AGEHA
（作詞：P.O.S.、作曲：SKY BEATZ・CHRIS HOPE・MARIA MARCUS）
2. LOADSTAR
（作詞：TAKANORI (LL BROTHERS)・ALLY、作曲：T-SK・SIRIUS・BRANDNEWJIQ・BIG-F）
3. AGEHA (Instrumental)
4. LOADSTAR (Instrumental)
5. ALL FOR YOU（English version）

### DVD
1. AGEHA（Music Video）

## 外部連結
- YouTube上的AGEHA